# Le Triomphant (1934)
Le Triomphant – francuski wielki niszczyciel typu Le Fantasque z okresu II wojny światowej.

## Historia budowy
„Le Triomphant” był jednym z sześciu wielkich niszczycieli typu Le Fantasque, budowanych we Francji w latach 1931–1936, przeznaczonych głównie do zwalczania lekkich sił nawodnych przeciwnika. Charakteryzowały się one wielką szybkością i silnym uzbrojeniem artyleryjskim. Stępkę pod okręt położono w stoczni Ateliers et Chantiers w Dunkierce 28 sierpnia 1931 roku, zwodowano go zaś 16 kwietnia 1934 roku. Otrzymana nazwa „Le Triomphant” miała w marynarce francuskiej tradycje sięgające XVII wieku.

## Przebieg służby
Po okresie prac wykończeniowych i wyposażeniowych „Le Triomphant” wszedł do służby w Marine Nationale 1 sierpnia 1936 roku. Otrzymał numer burtowy „9” i przydział do 8. Dywizjonu Lekkiego (franc.: Division Légère), bazującego w Breście. Wraz z nim służyły tam bliźniacze „L'Indomptable” i „Le Malin”. Jeszcze przed wybuchem II wojny światowej dywizjon przemianowano na dywizjon niszczycieli, a „Le Triomphant” zmienił numer taktyczny na X 83.
Po wybuchu II wojny światowej „Le Triomphant” w składzie 8. Dywizjonu Niszczycieli brał udział w bezskutecznych poszukiwaniach niemieckich rajderów na Oceanie Atlantyckim. Po niemieckiej agresji na Norwegię w 1940 roku wszystkie trzy niszczyciele zostały przebazowane do Rosyth i działały na Morzu Północnym we współpracy z Royal Navy. W nocy z 23 na 24 kwietnia 1940 roku „Le Triomphant” odniósł na wodach Skagerraku uszkodzenia śruby wskutek bliskiego wybuchu bomby lotniczej. Dla dokonania napraw został odesłany do portu w Lorient, gdzie zastał go niemiecki Blitzkrieg. W czerwcu 1940 roku wciąż uszkodzony okręt został ewakuowany na holu do Portsmouth.
Po klęsce Francji niszczyciel został, wobec odmowy jego dowódcy wcielenia okrętu do sił Wolnej Francji, zajęty 3 lipca przez siły brytyjskie i przekazany marynarce gen. de Gaulle'a. Jesienią 1940 roku przeszedł remont, połączony ze wzmocnieniem uzbrojenia przeciwlotniczego. Ponownie wszedł do służby, z nową załogą, na początku 1941 roku, jednak już w lutym został ponownie skierowany na remont po zderzeniu z brytyjskim frachtowcem na redzie Greenock.
30 lipca 1941 roku „Le Triomphant” wypłynął z Plymouth w rejs na swój nowy obszar działania: Ocean Indyjski i Spokojny. W trudnych warunkach nawigacyjnych tamtego regionu ujawniły się problemy z maszynownią niszczyciela, co spowodowało konieczność częstych remontów. Także zasięg pływania okrętu okazał się zbyt mały w stosunku do wymogów wojny na Pacyfiku. Pomimo to „Le Triomphant” wziął udział w ewakuacji mieszkańców wysp Nauru i Ocean, uciekających przed inwazją japońską. Ponadto obecność okrętu sił Wolnej Francji w tamtym regionie miała wydźwięk polityczny i propagandowy.
Pod koniec 1943 roku „Le Triomphant” został uszkodzony przez tajfun, co spowodowało wysłanie go do Stanów Zjednoczonych na remont i kolejną modernizację. W jej trakcie niszczyciel otrzymał nowoczesne uzbrojenie przeciwlotnicze, sonar i radary produkcji amerykańskiej. Po zakończeniu modernizacji w marcu 1945 roku uzbrojenie okrętu składało się z czterech dział kal. 138 mm, sześciu armat przeciwlotniczych Bofors kal. 40 mm i dziesięciu Oerlikon kal. 20 mm oraz sześciu wyrzutni torped kal. 550 mm.
Tak zmodernizowany okręt powrócił w kwietniu 1945 roku na wody europejskie, bazując w Tulonie. Po skompletowaniu nowej załogi „Le Triomphant” został ponownie skierowany na Ocean Indyjski, do Trincomalee na Cejlonie. Eskortował stamtąd konwoje do Indii i na Madagaskar. We wrześniu 1945 roku brał udział w wyzwoleniu Singapuru, a następnie wraz z pancernikiem „Richelieu” eskortował transport wojska do francuskich Indochin. Został przebazowany do Sajgonu, gdzie działał wspólnie z bliźniaczym „Le Fantasque”, ostrzeliwując pozycje sił Việt Minhu walczących o niepodległość Wietnamu. Oba okręty wróciły do Francji w połowie 1946 roku.
Po zakończeniu działań wojennych „Le Triomphant” służył jako okręt szkolny Marine Nationale na Morzu Śródziemnym aż do wycofania ze stanu floty w grudniu 1954 roku. Później był jeszcze wykorzystywany w charakterze hulku aż do złomowania w roku 1960.
Obecnie nazwę „Le Triomphant” nosi w Marine Nationale atomowy okręt podwodny z rakietami balistycznymi, typu Le Triomphant, w służbie od 1997 roku.